# ارکیده شگفت‌برگ
ارکیده شگفت‌برگ (نام علمی: Aporostylis) نام یک سرده از subtribe عنکبوتی‌ثعلبیان است.